# Salinas de Maras

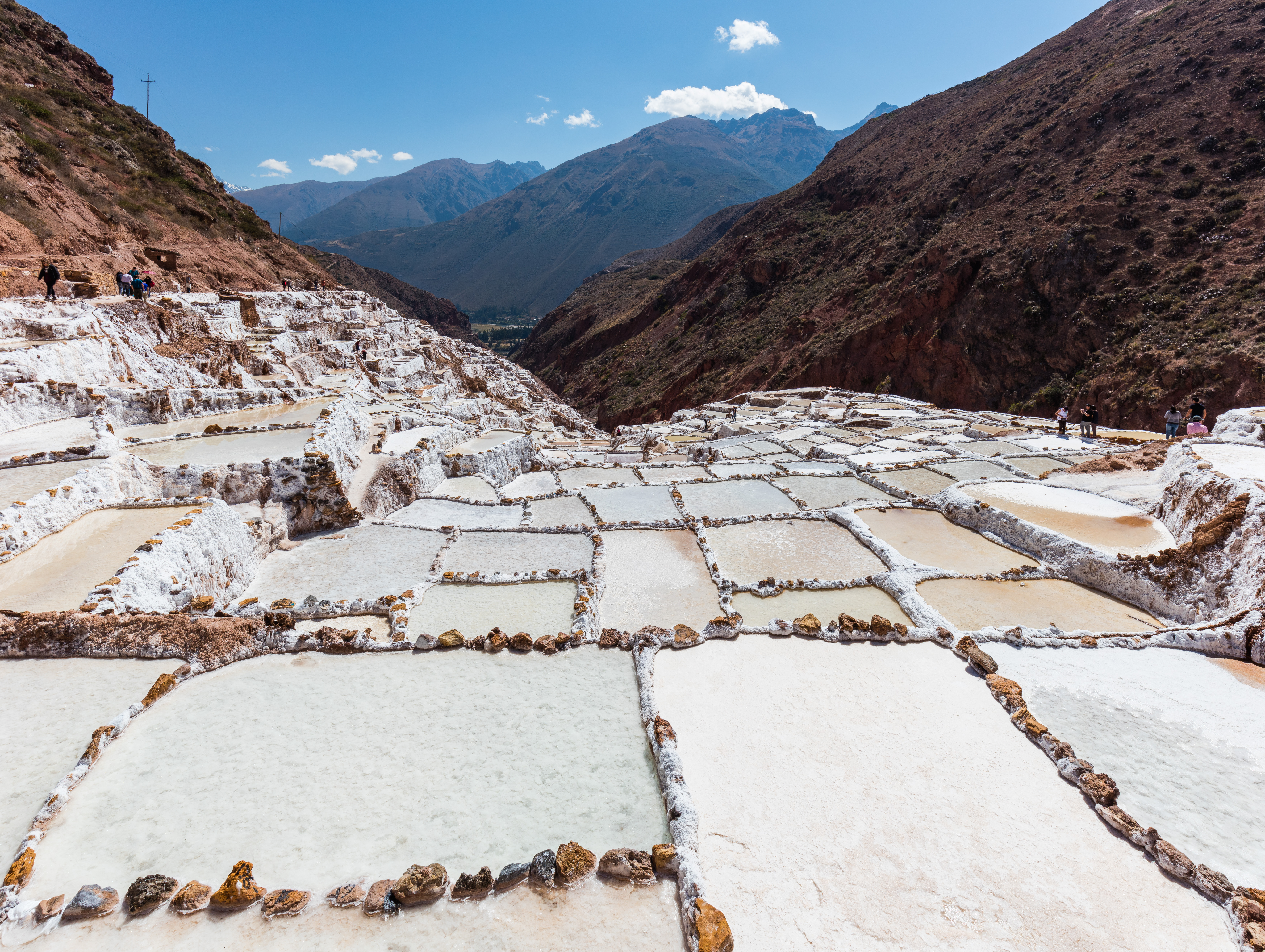
Salinas de Maras

As salinas de Maras são um conjunto de cinco mil poços de extração de sal da montanha, construídas no período pré-Inca, localizados no Vale Sagrado dos Incas, no distrito de Maras, na região de Urubamba, no Peru. Estão a uma altitude de 3.200 metros acima do nível do mar, na encosta da montanha Qaqawiñay. E estão em funcionamento ininterrupto desde 1000 aC.
As salinas de Maras entraram para a lista provisória da Organização das Nações Unidas para a Educação, a Ciência e a Cultura (UNESCO), na data de 5 de agosto de 2019. E é um patrimônio cultural, tombado pelo Estado peruano, através da Resolução Diretiva Nacional nº 604/INC, na data de 27 de novembro de 1998.

## História
Estudos arqueológicos feitos aos arredores das salinas de Maras, mostram que desde o período pré-Inca, já havia a exploração do sal na região. Também foram descobertas estruturas de armazenamento do período intermediário tardio pré-hispânico, sendo as duas mais relevantes situadas na parte superior, a cento e cinquenta metros das salinas e foram batizadas de Kachiraqay ou Collanaguasi.
No período do vice-reinado, a extração de sal estava sob o controle dos descendentes de Tupac Inca Yupanqui e Huayna Capac e depois passou a ser controlado pelos ayllu Maras. Entre os séculos XVI e XVII, o controle da extração passou para os ayllus Pichingoto e Cachic.
No século XIX, os yallus perderam o controle da extração de sal e os poços passaram a ser controlados por proprietários privados, que dividiam e subdividiam os poços através de doações e heranças de pai para filho.
No ano de 1969, sob o Decreto Legislativo nº 17.387, o Estado passa a controlar a extração, refino, tratamento e comercialização do sal em todo o Peru e criou a Empresa Pública de la Sal (EMSAL), que em 1971, passa ser a empresa exclusiva da exploração do sal.
Em 1977, através de um relatório, é reconhecido que a comunidade de Maras é herdeira das terras, águas e salinas que pertenciam a yallu Maras e a exploração das mesmas passariam para o controle de comunidade. Na década de 1980, a comunidade de Maras e Pichingoto fundam a empresa Marasal S/A, que passa a ser responsável pela administração e comercialização interna e externa do sal extraído das salinas de Maras.

## Construção dos poços
Os poços foram construídos escalonados na encosta da montanha, com muro de contenção de pedras irregulares e barro, cada poço possui aproximadamente cinco metros quadrados, com trinta centímetros de profundidade e são interligados por estreitos canais. As águas dos poços são provenientes de um manancial salgado, que tem sua água desviada para um canal principal e se ramifica para pequenos canais que abastecem os poços.

## Extração do sal

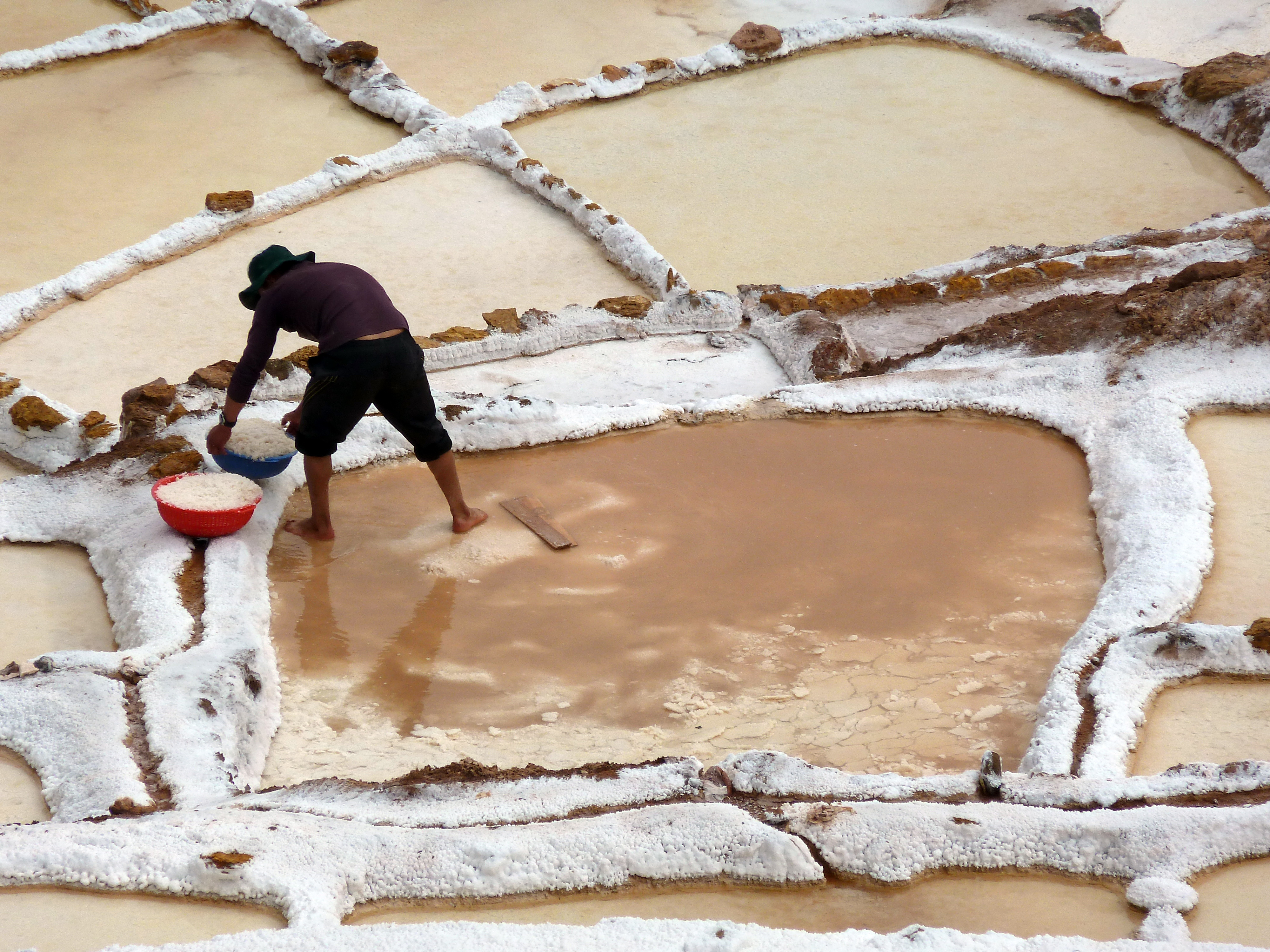
Extração do sal

Nos meses de seca, entre maio e outubro, há maior produção de sal e de melhor qualidade, nas tonalidades brancas e rosadas. Nos meses de chuva, entre novembro e abril, o sal extraído é de qualidade inferior e de tonalidades amarronzadas. A extração é feita em camadas e cada camada obtendo qualidades comerciais diferentes. A primeira camada é o sal de mesa, de uso doméstico. A segunda camada é o sal a granel, de uso doméstico de qualidade inferior e a terceira camada é o sal industrial, que utilizado exclusivamente para a indústria, agricultura e pecuária. O processo de extração é tradicional, começando com a fragmentação do sal com os pés, depois o sal é raspado com picaretas de madeira e passado em uma peneira. Depois de peneirado, é colocado para secar. Quando o sal está totalmente seco, é colocado em sacos e transportados para o armazém. Cada poço produz em torno de duzentos quilos de sal mensalmente.
Os poços pertencem a comunidade de Maras e Pichingoto e são herdados de pai para filhos. A extração e manutenção é feita pelos proprietários e a armazenagem, classificação e comercialização é feita pela empresa comunal Marasal. O lucro e dividido pelos proprietários, conforme o número de poços que possuem.

## Turismo
As salinas de Maras é um ponto turístico da região de Cusco. Agencias de turismo oferecem tours às salinas e também é possível visita-las utilizando transporte público. A entrada é paga.

Vista panorâmica